# Благоевградска област
Благоевградска област (позната и као Пиринска Македонија и Источна Македонија) се налази у југозападном делу Бугарске. Ова област заузима површину од 6449,5 km² и има 323 552 становника. Административни центар Благоевградске области је град Благоевград.
Област има врло разноврстан рељеф: састоји се од планинских венаца (углавном Пирин, обухвата и делове Западних Родопа, Влахине, Малешевске и Огражденске планине, Беласице, Риле и Славјанке) и долинама реке Струме и Месте.

## Историја
У старом веку, област је била насељена трачким племенима Меди, Синти и Беси. Године 346. п. н. е. Филип II Македонски освојио је територије Одриске трачке државе, које се налазе између Струме и Месте. Касније ова област долази под римску власт, о чему сведоче остаци римског града Никопоља ад Нестум (у близини Гоце Делчева) и други археолошки налази. У другом и првом веку п. н. е Меди су се у више наврата борили против Рима.
Након распада Римског царства ово подручје је било део Византије. Словени су се населили на територију Пиринског краја током 6. и 7. века. Ова област је била насељена од стране словенских племена Струмљана (Стримона) и Смољана. У раном 9. века бугарски кан Крум продире у овај регион. За време владавине бугарског кана Пресијана I, област коначно је постала део Првог бугарског царства.
Сматра се да је први бугарски препородитељ Пајсије Хиландарац рођен у Банском, данас у Благоевградској области. У XIX веку област је ушла у саставу Бугарске егзархије. У овој области су избили устанци бугарског народа против турске власти - Разловечки (1876) и Кресненски (1878) устанак. У другој половини 19. века, ово подручје је било укључено у састав Серског санџака Солунског вилајета Османског царства.
Област је ушла у састав Бугарске након Балканских ратова 1912. године. По пређашњим пописима (1946, 1956), у условима комунистичког режима, из политичких разлога око 70% становништва је било записано као македонско по националности. Према попису из 2011. године 251 097 људи су се изјаснили као Бугари, 17 027 као Турци и 9 379 као Роми.

## Списак насељених места у Благоевградској области
Градови су подебљани 

### Општина Банско
Банско,
Гост,
Добриниште,
Кремен,
Места,
Обидим,
Осеново,
Филипово

### Општина Белица
Бабјак,
Белица,
Златарица,
Галабово,
Дагоново,
Краиште,
Кузово,
Вархари,
Љотово,
Орцево,
Палатик,
Горно Краиште,
Черешово

### Општина Благоевград
Изгрев,
Бело Поље,
Бистрица,
Благоевград,
Бучино,
Балгарчево,
Габрово,
Горњо Хрсово,
Дебочица,
Делвино,
Дренково,
Дабрава,
Еленово,
Зелендол,
Клисура,
Лешко,
Лисија,
Марулево,
Моштанец,
Обељ,
Падеш,
Покровник,
Рилци,
Селиште,
Логодаж,
Церово

### Општина Гоце Делчев
Баничан,
Борово,
Брезница,
Буково,
Господинци,
Гоце Делчев,
Делчево,
Добротино,
Драгостин,
Корница,
Лажница,
Мусомишта,
Средна

### Општина Грмен
Балдево,
Горно Дрјаново,
Грмен,
Дебрен,
Долно Дрјаново,
Дабница,
Ковачевица,
Крушево,
Лештен,
Марчево,
Огњаново,
Ореше,
Осиково,
Рибново,
Скребатно,
Хвостјане

### Општина Јакоруда
Аврамово,
Бел Камен,
Бунцево,
Смолево,
Конарско,
Черна Места,
Јоруково,
Јакоруда

### Општина Кресна
Влахи,
Кресна,
Горња Брезница,
Доња Градешница,
Стара Кресна,
Оштава,
Сливница

### Општина Петрич
Баскалци,
Беласица,
Боровичене,
Вишлене,
Волно,
Габрене,
Гега,
Горчево,
Долене,
Доња Крушица,
Доња Рибница,
Доњо Спанчево,
Драгуш,
Дрангово,
Дреновица,
Дреново,
Зојчене,
Иваново,
Кавракирово,
Камена,
Капатово,
Кладенци,
Кључ,
Коларово,
Кромидово,
Кранџилица,
Кукурахцево,
Кулата,
Карналово,
Марикостиново,
Марино Поље,
Мендово,
Митино,
Михнево,
Рупите,
Ново Кономлади,
Петрич,
Право Брдо,
Генерал Тодоров,
Првомај,
Рибник,
Раждак,
Самуилова крепост,
Самуилово,
Богородица,
Скрт,
Старчево,
Струмешница,
Тонско Дабе,
Тополница,
Чурилово,
Чуричени,
Чучулигово,
Јаворница,
Јаково

### Општина Разлог
Бања,
Бачево,
Годлево,
Горњо Драглиште,
Добарско,
Долно Драглиште,
Елешница,
Разлог

### Општина Сандански
Белевехчево,
Белово,
Бождово,
Виногради,
Вихрен,
Врања,
Валково,
Голем Цалим,
Голешово,
Горња Сушица,
Горњо Спанчево,
Дамјаница,
Дебрене,
Зорница,
Долени,
Златолист,
Калиманци,
Катунци,
Кашина,
Ковачево,
Крстилци,
Карланово,
Ладарево,
Ласкарево,
Лебница,
Левуново,
Лехово,
Лешница,
Лиљаново,
Лозеница,
Љобовиште,
Љобовка,
Малки Цалим,
Мелник,
Ново Делчево,
Ново Хоџово,
Петрово,
Пиперица,
Пирин,
Плоски,
Поленица,
Рожен,
Сандански,
Склаве,
Спатово,
Стожа,
Струма,
Сугарево,
Хотово,
Храсна,
Хрсово,
Черешница,
Јаново,
Џигурово

### Општина Сатовча
Боголин,
Ваклиново,
Валкосел,
Годешево,
Долен,
Жижево,
Кочан,
Крибул,
Осина,
Плетена,
Сатовча,
Слаштен,
Туховишта,
Фргово

### Општина Симитли
Брежани,
Брестово,
Горњо Осеново,
Градево,
Докатичево,
Доњо Осеново,
Железница,
Сушица,
Крупник,
Мечкул,
Полена,
Полето,
Ракитна,
Сенокос,
Симитли,
Сухострел,
Тросково,
Черниче

### Општина Струмјани
Вељоштец,
Вракуповица,
Гореме,
Горња Крушица,
Горња Рибница,
Добри лаки,
Драката,
Игралиште,
Илинденци,
Каменица,
Клепало,
Колибите,
Крпелево,
Махалата,
Микрево,
Никудин,
Палат,
Раздол,
Седелец,
Струмјани,
Цапарево

### Општина Хаџидимово
Абланица,
Беслен,
Блатска,
Гајтаниново,
Илинден,
Копривлен,
Лаки,
Нова Ловча,
Ново Лески,
Парил,
Петрелик,
Садово,
Теплен,
Тешово,
Хаџидимово